# Agnieszka Olechnicka
Agnieszka Olechnicka (ur. 24 czerwca 1973 r.) – polska ekonomistka, doktor habilitowana, profesor uczelni, dyrektorka EUROREG.

## Życiorys
W 1997 r. ukończyła ekonomię w filii Uniwersytetu Warszawskiego w Białymstoku. W 2003 r. obroniła doktorat na Uniwersytecie w Białymstoku. Habilitację w dziedzinie nauk ekonomicznych uzyskała w 2014 r. Od 2016 r. dyrektorka Centrum Europejskich Studiów Regionalnych i Lokalnych UW, a od 2021 r. profesor UW. Redaktorka naczelna kwartalnika „Studia Regionalne i Lokalne”, inicjatorka powstania i członkini zespołu Science Studies Lab UW, sekretarz Regional Studies Association – Sekcja Polska (od 2016 r.). W kadencji 2019–22 powołana do Komitetu Naukoznawstwa Polskiej Akademii Nauk oraz Zespołu ds. Wielkoskalowych Projektów Rozwojowych Komitetu Przestrzennego Zagospodarowania Kraju PAN. W latach 2018–20 członkini grupy eksperckiej Komisji Europejskiej Scientific Advisory Group on Industrial Transition and Interregional Cooperation in Innovation.
Specjalizuje się w rozwoju regionalnym i lokalnym, roli sektora nauki w rozwoju społeczno-gospodarczym, przestrzennych aspektach innowacyjności i działalności naukowo-badawczej, bibliometrii i naukometrii, współpracy terytorialnej i transgranicznej, społeczeństwie informacyjnym, oraz rozwoju regionów peryferyjnych.

## Publikacje
- Agnieszka Olechnicka, Adam Płoszaj, Dorota Celińska-Janowicz The geography of scientific collaboration: theory, evidence and policy (Routledge, 2019)[7]
- Agnieszka Olechnicka Potencjał nauki a innowacyjność (Scholar, 2012)[8]
- Agnieszka Olechnicka Regiony peryferyjne w gospodarce (Scholar, 2004)[9]
- Roberta Cepllo, Agnieszka Olechnicka, Grzegorz Gorzelak Universities, Cities and Regions. Loci for Knowledge and Innovation Creation[10]